# Mănăstirea Cârța
Mănăstirea Cârța a fost în Evul Mediu un așezământ monahal cistercian din Țara Făgărașului, filie a Abației Igriș. Mănăstirea de la Cârța a fost înființată de monahi proveniți de la abația cisterciană din Igriș, la rândul lor originiari din regatul francez, de la abația - mamă Pontigny. Ordinul cistercian era un ordin exempt și depindea doar de papa de la Roma. Ulterior, regele Andrei al II -lea, vasal al Sfântului Scaun a prevăzut anumite privilegii pentru acest așezământ. Regele Matia Corvin a desființat mănăstirea la data de 27 februarie 1474, iar bunurile ei le-a transferat Bisericii Prepoziturii din Sibiu. 
În catalogul Janauschek are numărul de ordine 539.
Nava bisericii se află în stare de ruină, dar corul bisericii este folosit până în prezent de comunitatea evanghelică săsească. Mănăstirea Cârța a fost cea mai estică abație cisterciană a Creștinătății, a deținut un rol major atât în istoria Transilvaniei medievale, cât și în introducerea și diseminarea artei gotice în regiune.

## Clasificarea ansamblului
Ansamblul arhitectonic figurează pe lista monumentelor istorice din 2010, cod LMI SB-II-a-A-12348, cu următoarele obiective:
- cod LMI SB-II-m-A-12348.01 - Biserica evanghelică, secolul al XIV-lea, secolul al XIII-lea, transformată în secolul al XV-lea;
- cod LMI SB-II-m-A-12348.02 - Fațada vestică a bisericii fostei mănăstiri, începutul secolului al XIV-lea - a doua jumătate a secolului al XV-lea;
- cod LMI SB-II-m-A-12348.03 - Cloașter (parțial și în substrucțiile casei parohiale evanghelice), secolul XIII-XVI.

## Istoricul așezământului monahal
Mănăstirea Cârța (în latină monasterium beatae Mariae virginis in Candelis de Kerch) a fost fondată la începutul secolului al XIII-lea de către călugării cistercieni. Apariția cistercienilor la Cârța este legată de căsătoriile regilor arpadieni. În timpul domniei lui Geza al II-lea a fost înființată în Ungaria Abația Cikádor, apoi, în 1179, cea de la Igriș. Spre deosebire de Abația Igriș, mănăstirea cisterciană de la Cârța a reușit să se refacă după marea invazie a tătarilor din 1241, însă a fost desființată prin decizia regelui Matia Corvin, la data de 27 februarie 1474.
Datarea exactă a întemeierii acestei mănăstiri cisterciene este facilitată de izvoare scrise din intervalul secolelor al XIII-lea - al XV-lea. Din textul acestei documente, provenite din ambianța ordinului cistercian - adunate și prelucrate de Leopold Janauschek -, datează actul fondării abației Cârța în anul 1202, timpul regelui Emeric. Papa Honorius al III-lea a menționat mănăstirea într-un document emis în anul 1225.

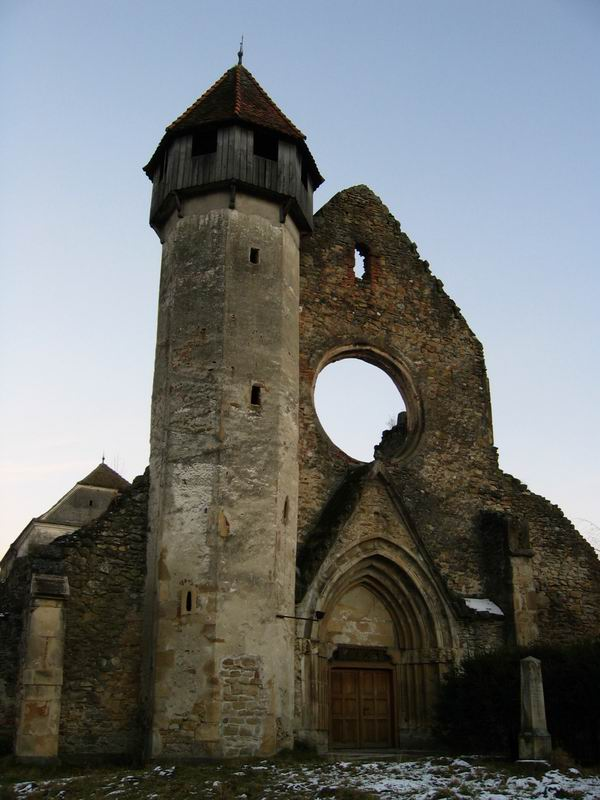
Turla și vechea fațadă.

Din diploma emisă de cancelaria regală maghiară în anul 1223 rezultă că teritoriul pe care a fost fondată și construită abația Cârța, teritoriu delimitat de râul Olt la nord, râul Arpaș la est, râul Cârțișoara la vest, iar Munții Făgăraș la sud, a fost donat de regele Andrei al II-lea al Ungariei (1205-1235), pentru mântuirea sufletului său, prin intermediul lui Benedict, pe când acesta era voievod al Transilvaniei (pro remedio animae nostre per fidelem ac dilectum nostrum Benedictum tunc temporis vaivodam assignari facientes). Acest Benedict a fost voievod al Transilvaniei între anii 1202-1206 și 1208-1209. Constatarea permite datarea întemeierii între anii 1202-1209. Intervalul de timp în care s-a putut consuma actul fondării mănăstirii poate fi restrâns si mai mult pe baza unei informații oferite de statutul 21 al Capitulului General al ordinului cistercian din anul 1206. Cu această ocazie este confirmată prezența unui abate cistercian de Cârța (abbas ultra Sylvas in Hungaria, filius abbatis de Egris) la Abația Cîteaux, în Burgundia, abația-mamă a ordinului cistercian. La data de 14 septembrie 1206, au început lucrările Capitulului General al ordinului cistercian, cand este atestat documentar primul abate de Cârța. Conventul colonizator stabilit la Cârța a provenit de la abația-mamă Igriș, din Câmpia Banatului. Raporturile de filiație între cele două mănăstiri sunt atestate documentar în anii 1206, 1368 și 1430.
Un document emis la Konstanz, la 17 aprilie 1418, de regele Sigismund I al Ungariei (1387-1437) amintește că abația a fost întemeiată, construită și dotată cu drepturi și privilegii de către predecesorii săi. Calitatea de ctitorie regală maghiară rezultă și din actul desființării sale, la 27 februarie 1474, efectuată „ex auctoritate juris patronatus regii” de Matia Corvin (1458-1490).

## Istoricul construcției

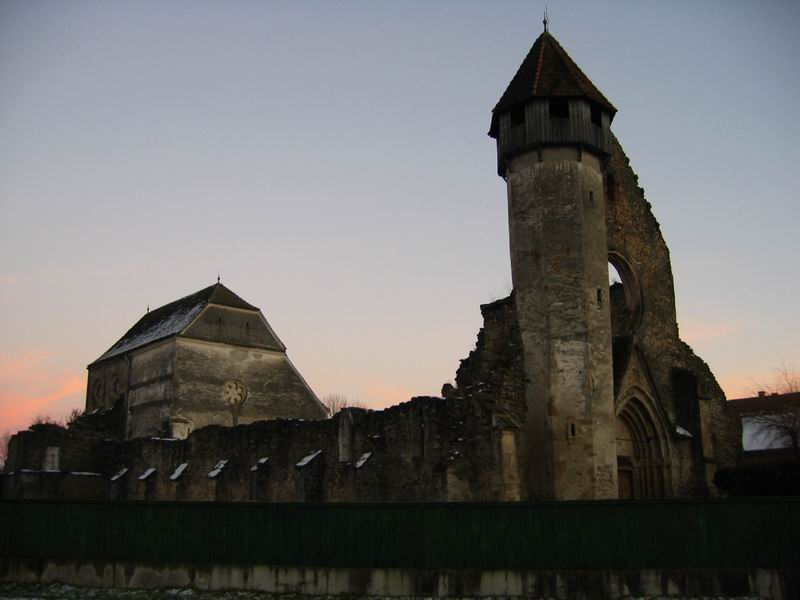
Mănăstirea Cârța

Primele clădiri ale mănăstirii au fost ridicate, potrivit cutumelor ordinului cistercian, din materiale perisabile, probabil din lemn. Acestea pot fi datate cu relativă siguranță între anii 1205-1206. Câțiva ani mai târziu, între ca. 1210-1215, în imediata vecinătate a clărilor provizorii de lemn a fost construită o capelă de piatră, așa-numitul oratoriu. Fundațiile acestei capele, cu dimensiuni reduse (ca. 8-10m) și ziduri masive, au fost scoase la lumină în primăvara anului 1927, prin cercetările arheologice întreprinse de istoricul de artă și arheologul Victor Roth. Prezența lor a fost confirmată prin cercetările arheologice întreprinse între anii 1983-1985. 

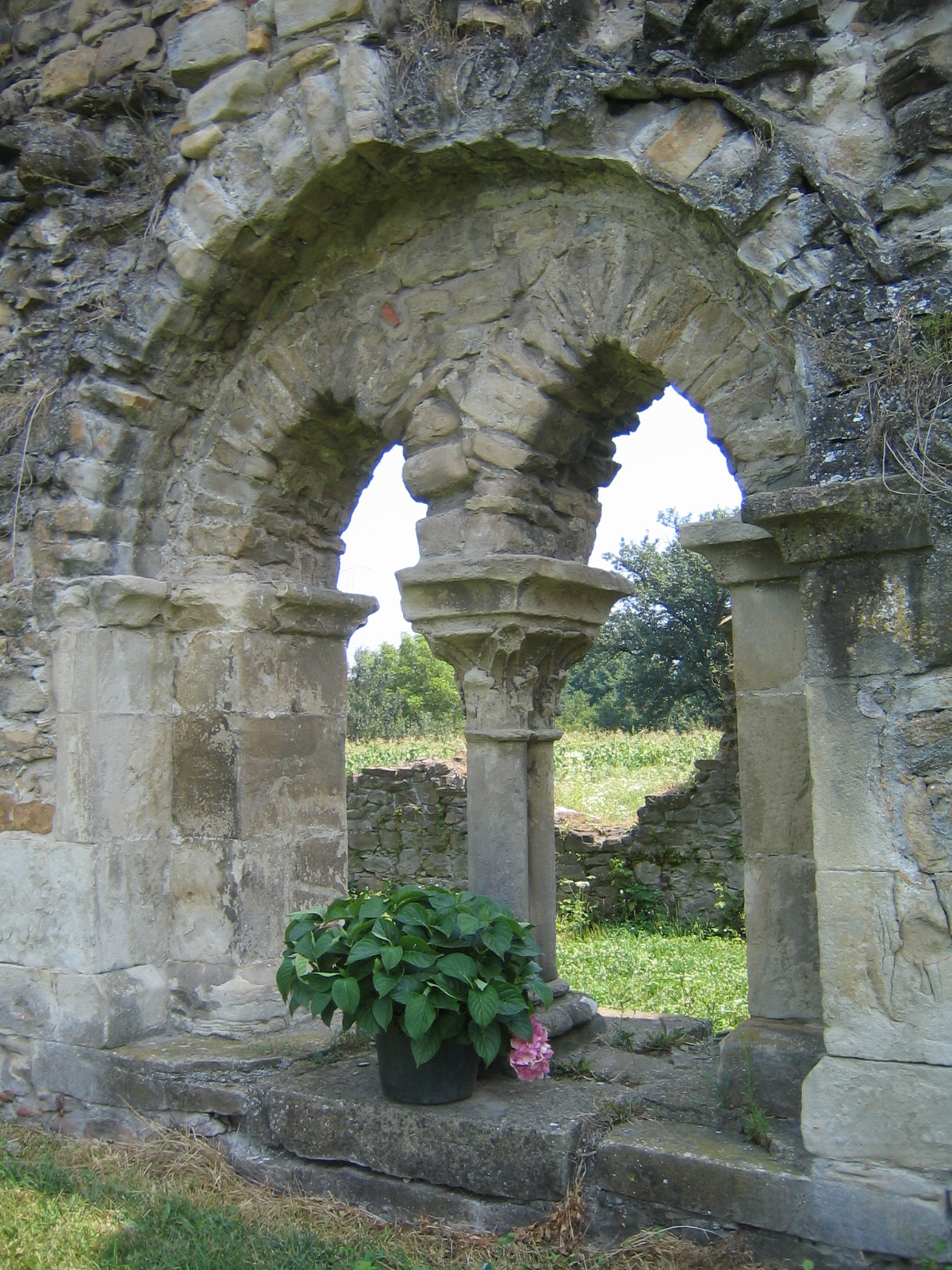
Detaliu din ruinele anexelor mănăstirii

Construcția în piatră a mănăstirii a debutat ceva mai târziu, în anii '20 ai secolului al XIII-lea, cel mai târziu în jurul anului 1230. Edificarea mănăstirii s-a realizat în două faze principale de execuție, intercalate cronologic de marea invazie tătară din anul 1241. În prima fază de construcție, care etalează trăsături stilistice tributare romanicului târziu, s-a trasat planul general al mănăstirii, zidurile care delimitau curtea sa interioară fiind ridicate până la o înălțime de ca 3-4m deasupra nivelului contemporan de călcare. Din punct de vedere stilistic construcția arată înrudirea cu Mănăstirea Walkenried din Saxonia Inferioară și cu Mănăstirea Pannonhalma din Ungaria (amândouă pe lista UNESCO a patrimoniului mondial).
În anul 1260, după cezura provocată de invazia mongolă din primăvara anului 1241, lucrările de construcție vor fi reluate sub conducerea unui nou arhitect, format în ambianța goticului matur, și cu aportul unui atelier de pietrari cu o structură eclectică. În această fază are loc demantelarea vechiului oratoriu de piatră, pe ale cărui fundații au fost ridicate aripa nordică a transeptului cu perechea sa de capele și, în parte, corul cu absida poligonală. Pe la 1300 biserica și aripa estică a mănăstirii Cârța erau deja terminate, lucrările de finisare si de construcție a aripei sudice a abației continuând încă aproximativ două decenii. 
Arhitectul și atelierul de pietrari, activi la Cârța după invazia mongolă din anul 1241, au avut o contribuție majoră în diseminarea spiritului și a formelor artei gotice în Transilvania secolului al XIII-lea. Un aport considerabil în evoluția acestui proces l-au avut însă și atelierele cisterciene de pietrari, trimise în Transilvania probabil din inițiativa Capitlului General al ordinului cistercian, căruia ii erau aservite încă din anul 1240 o serie de așezări din Țara Bârsei. Această influența stilistică sincretică poate fi surprinsă la o serie de monumente contemporane, situate în sudul Transilvaniei, de pildă la bisericile evanghelice din Sebeș-Alba, Prejmer, Bartolomeu, Hărman, Cristian, Capela Sf. Ecaterina din Brașov la Biserica evanghelică-luterană din Hălmeag, dar și în nordul Transilvaniei la biserica mănăstirii minorite din Bistrița sau la biserica reformată din Sic.

## Posesiunile mănăstirii
Un document emis la 29 ianuarie 1322 de regele italian Carlo Roberto al Ungariei (1308-1342) informează că mănăstirii cisterciene Cârța îi erau aservite zece așezări: Cârța (Kerch), Criț (Cruz), Meșendorf (Messendorf), Cloașterf (villa Nicholai), Apoș (villa Abbatis), Cisnădioara (monte sancti Michaelis), Feldioara (Feldwar), Colun (Colonia), Glâmboaca (Honrabah) și Cârța Românească (Kercz Olachorum). După jumătatea secolului al XIII-lea, în imediata sa apropiere, pe malul drept al Oltului, mănăstirea cisterciană a fondat așezarea Cârța (germ. Kerz), cunoscută și sub vechea denumire de Cârța Săsească, iar pe Valea Hârtibaciului, lângă Agnita, a întemeiat localitatea Apoș (germ. Abtsdorf, Satul Abatelui). Ambele așezări au fost populate cu sași. Abația Cârța a așezat la cumpăna secolelor XIII-XIV coloniști germani și pe teritoriul fostului Scaun de Sighișoara, respectiv în localitățile Criț (germ. Deutsch-Kreuz; magh. Szászkeresztúr), Meșendorf (germ. Meschendorf; ung. Mese) și Cloașterf (germ. Klosterdorf; ung. Miklóstelke), precum și în localitățile Colun (germ. Kolun; ung. Kellen) și Glâmboaca (germ. Hühnerbach; ung. Glimboka) , pe teritoriul actual al județului Sibiu, precum și Feldioara (germ. Marienburg; ung. Földvár), pe teritoriul actual al județului Brașov, toate situate pe malul drept al Oltului.

## Galerie imagini

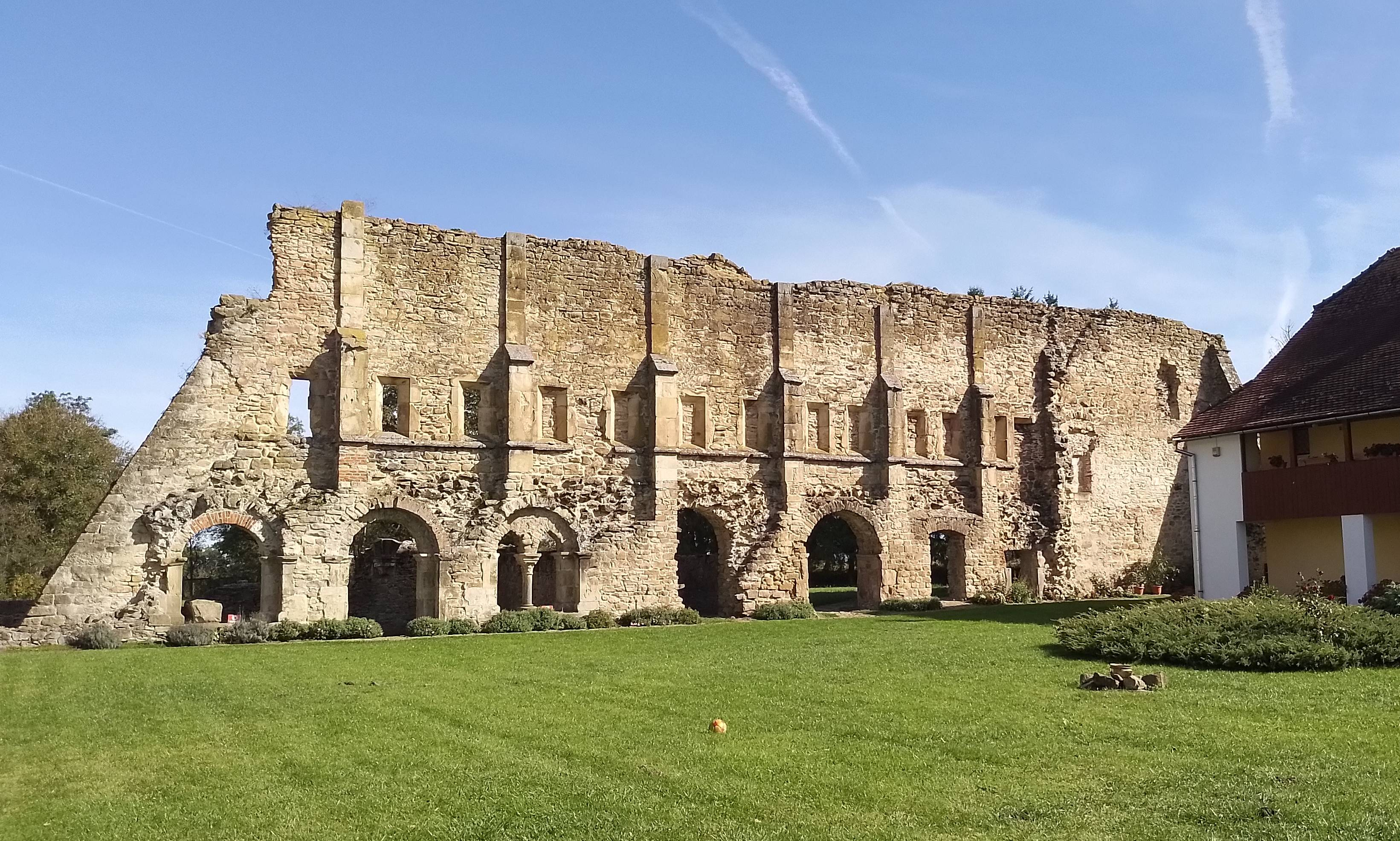
Zid cu poartă biforă în ruinele Abației Cisterciene
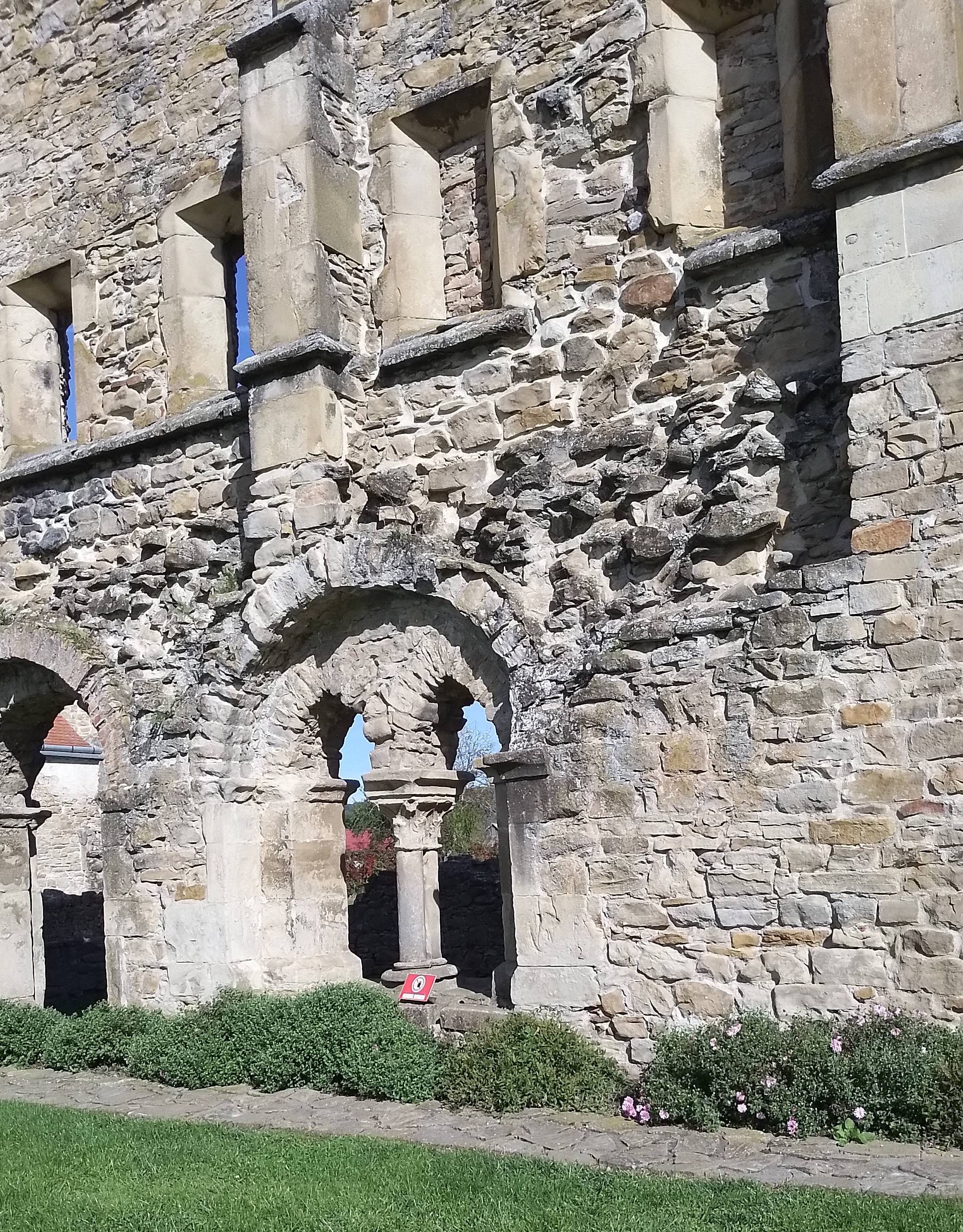
Poartă biforă în ruinele Abației Cisterciene
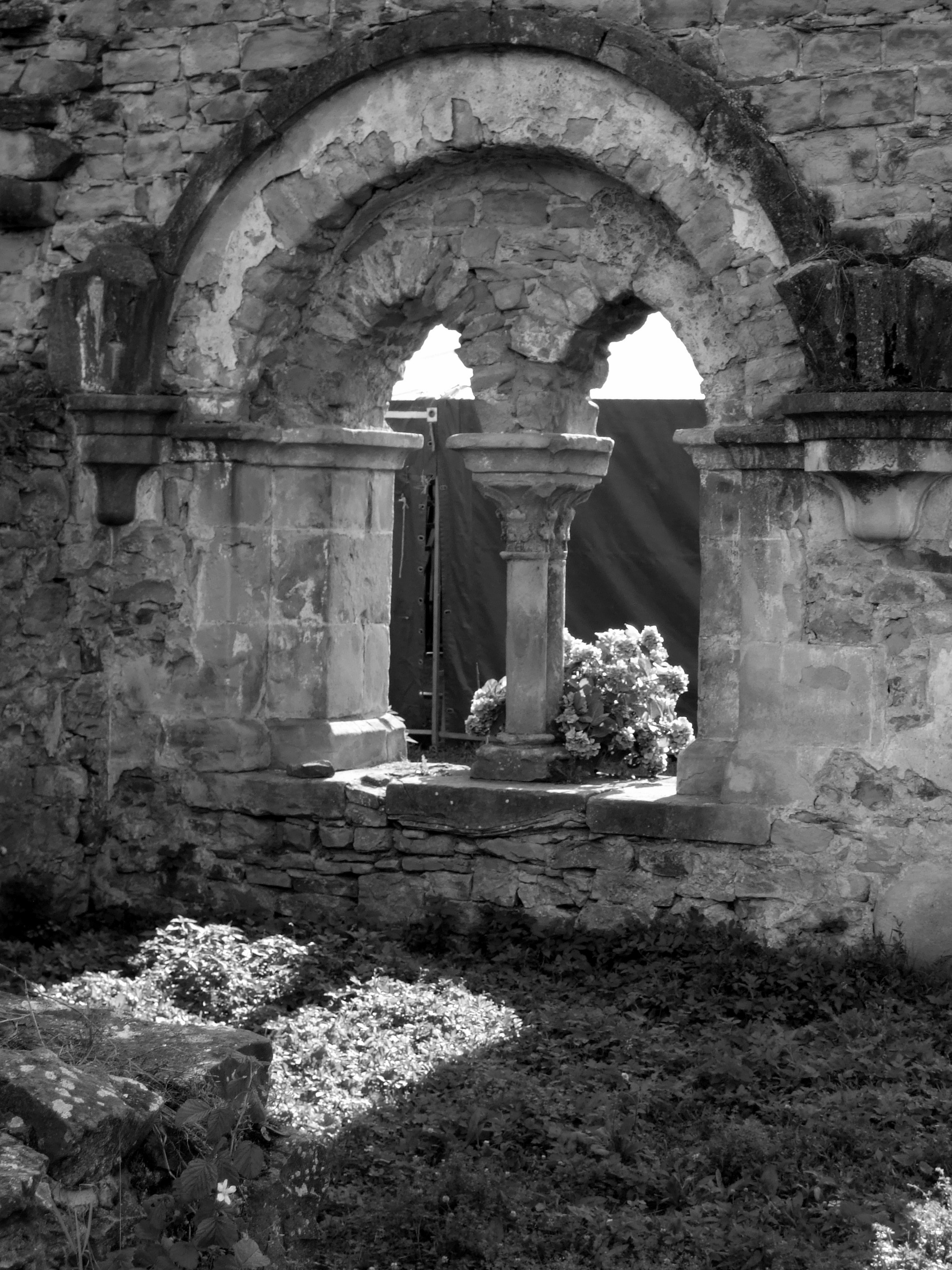
Poartă biforă
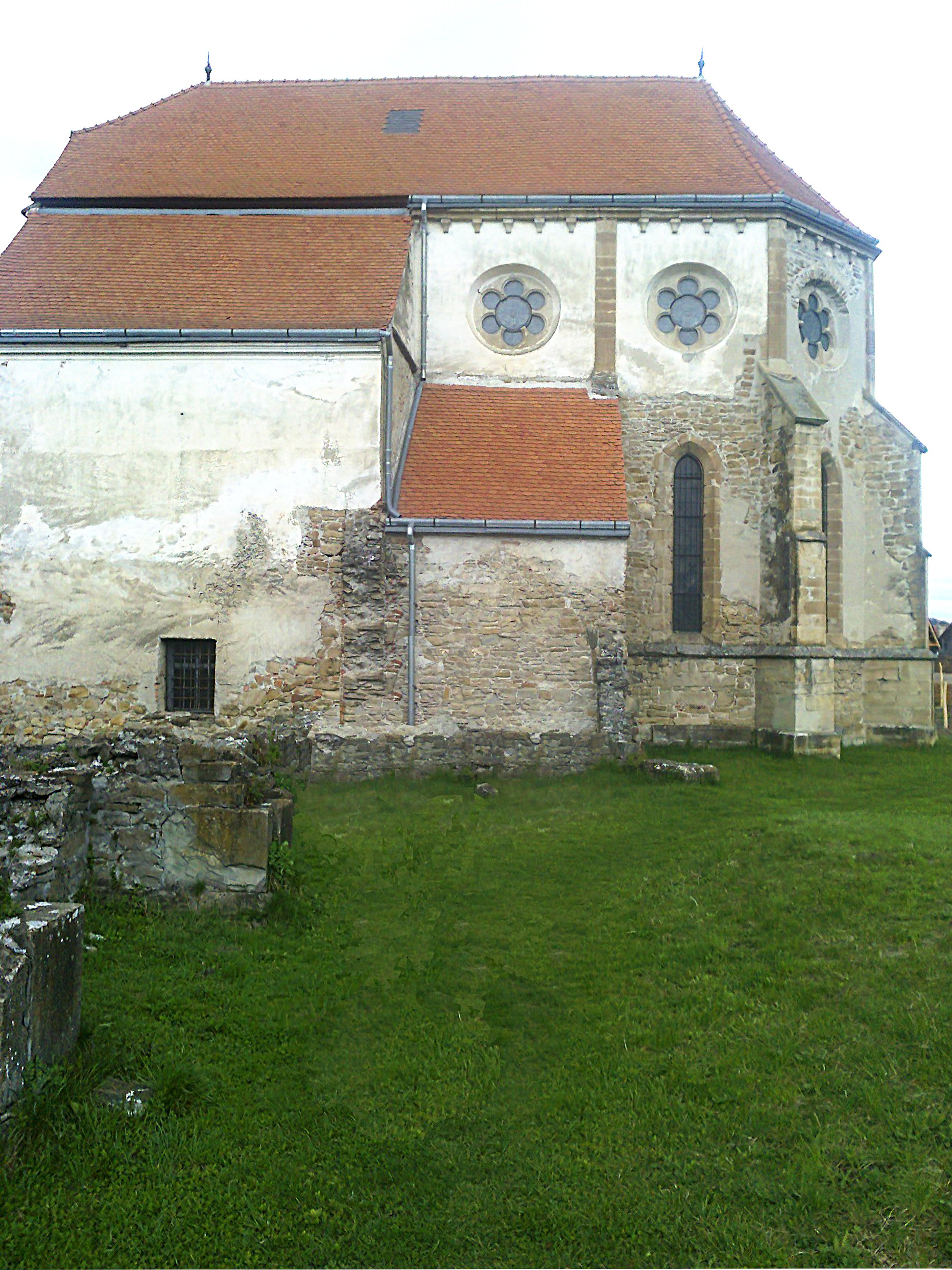
Corul bisericii (vedere din exterior)
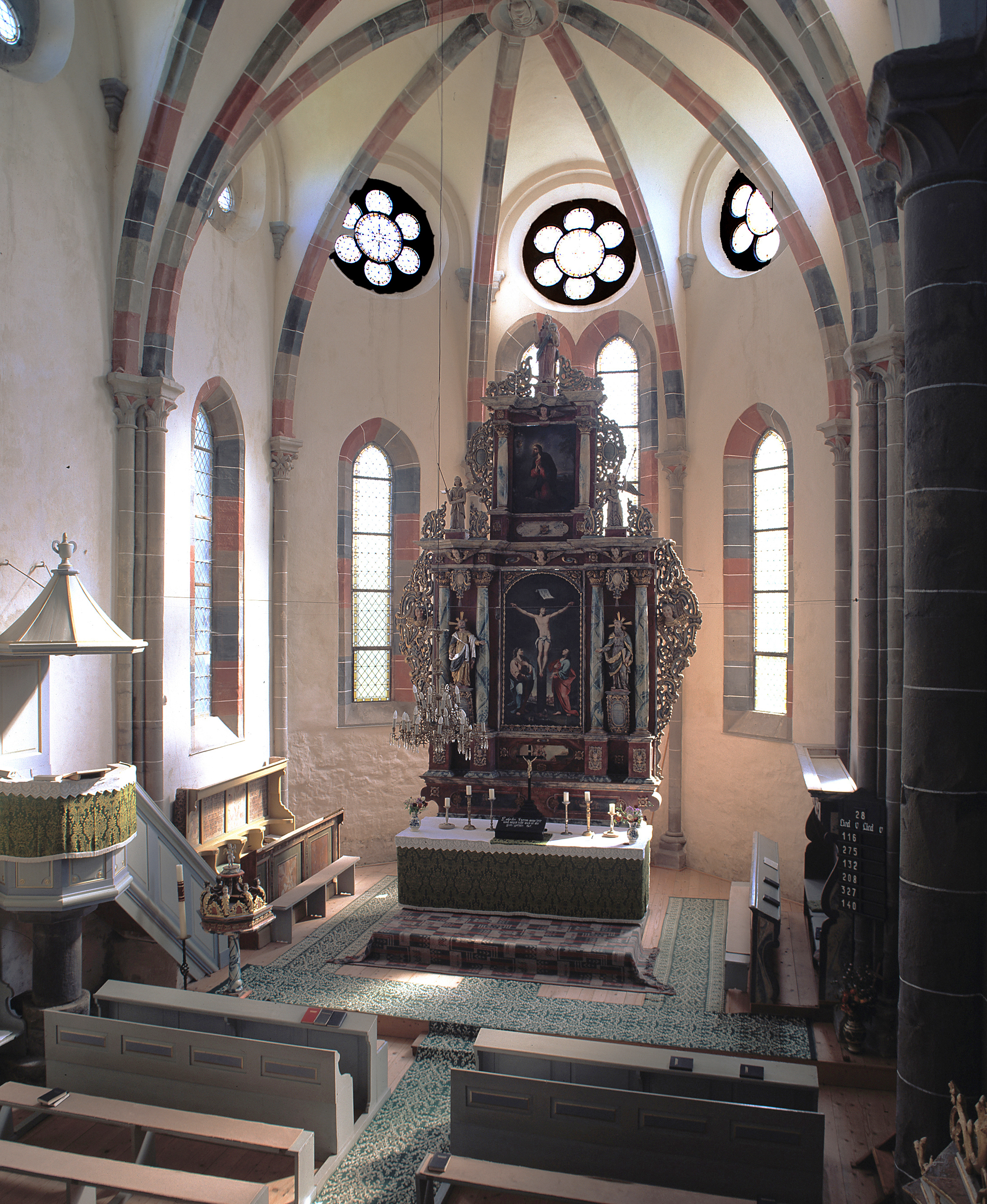
Corul bisericii (vedere din interior)
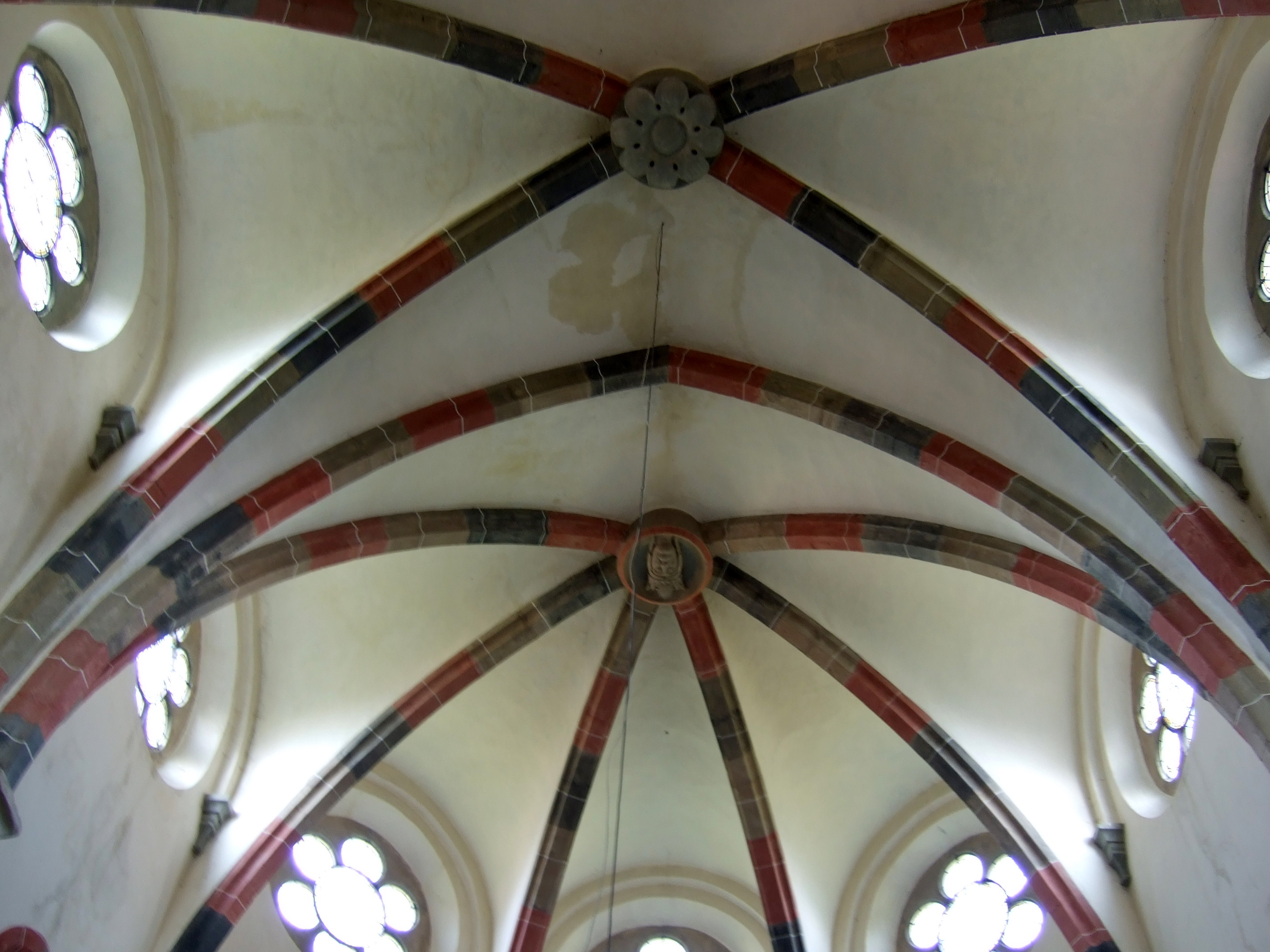
Bolta corului